# Monoctonus leclanti
Monoctonus leclanti är en stekelart som beskrevs av Tomanovic och Jaroslav Stary 2002. Monoctonus leclanti ingår i släktet Monoctonus och familjen bracksteklar. Inga underarter finns listade i Catalogue of Life.